# نخل پالمیرای گینه نو
نخل پالمیرای گینه نو (نام علمی: Borassus heineanus) نام یک گونه از سرده نخل پالمیرا است.